# Bernard Schultze

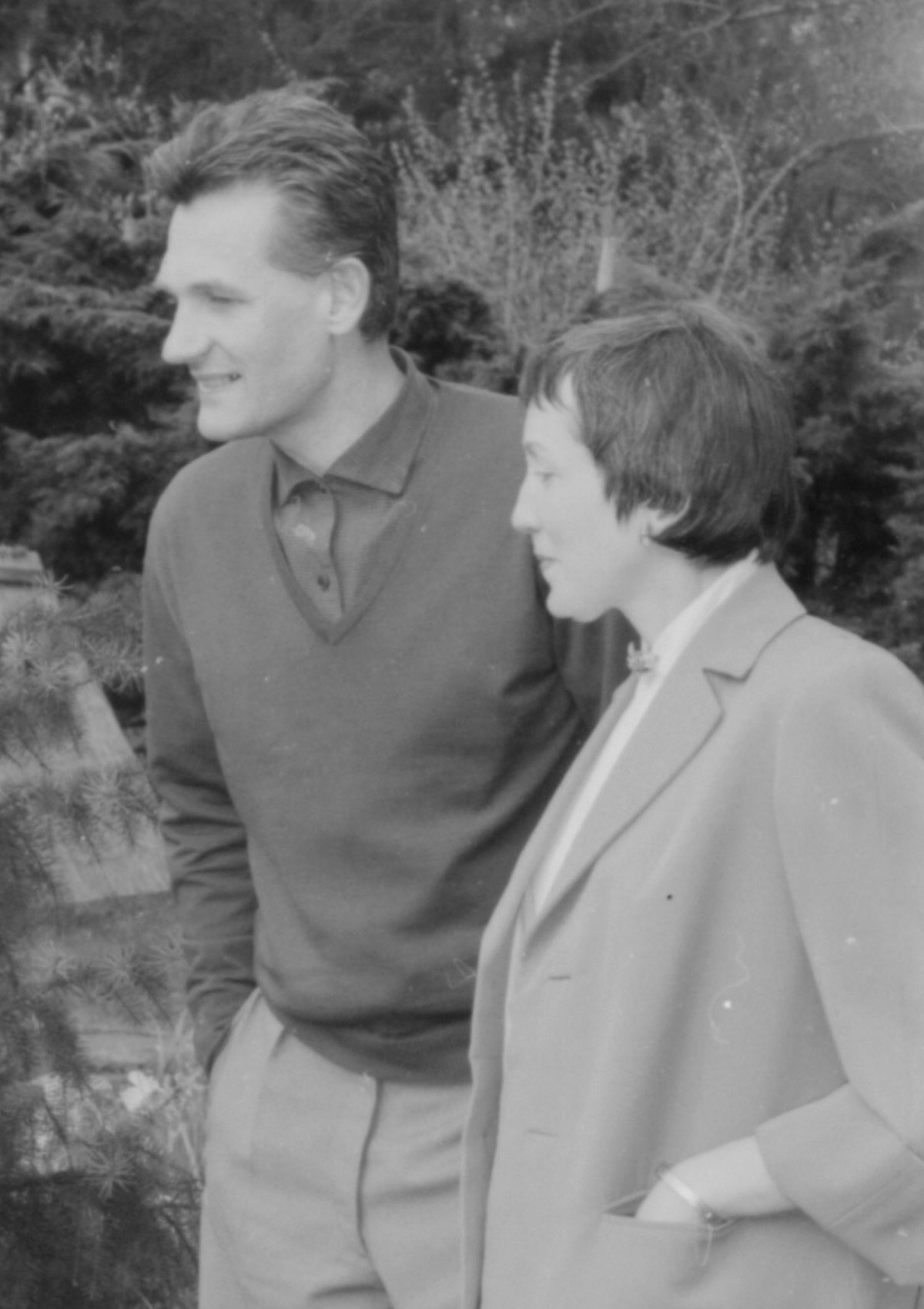
Bernard Schultze mit seiner Frau Ursula 1962 in Hannover

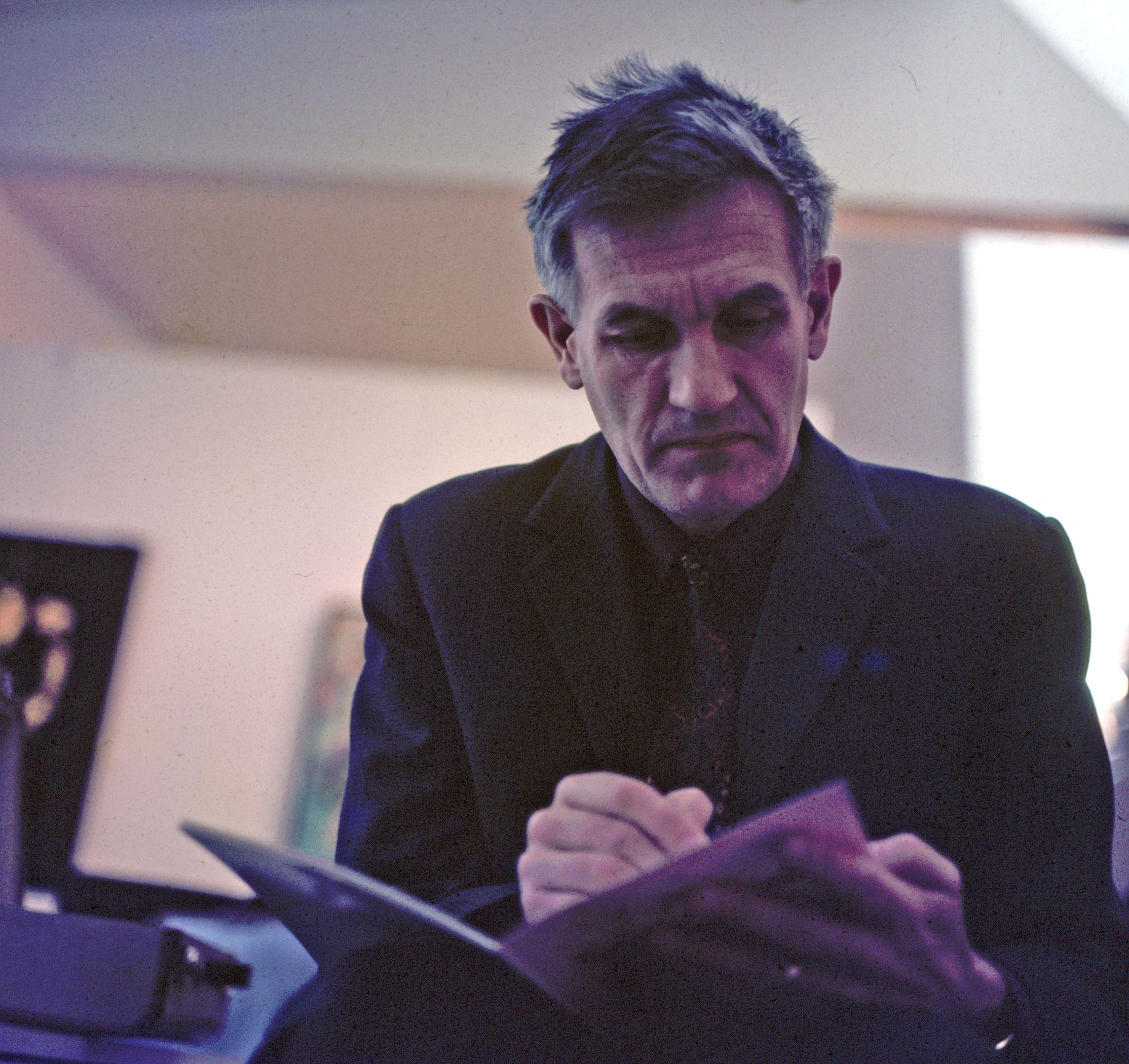
Bernard Schultze, 1968

Bernard Schultze (* 31. Mai 1915 in Schneidemühl, Provinz Posen; † 14. April 2005 in Köln) war ein deutscher Maler und ein Vertreter der Kunstrichtung Informel.

## Leben
Schultze zog 1922 nach Berlin um, wo sein Vater am Berliner Kammergericht beschäftigt war. Dort besuchte er die Schule und entwickelte erste Vorlieben für die Künste. Die Sommer verbrachte er in der großelterlichen Villa Augusta in Heringsdorf auf Usedom.
Er studierte von 1934 bis 1939 an der Hochschule für Kunsterziehung in Berlin und an der Kunstakademie Düsseldorf. In den Jahren 1939 bis 1945 war Schultze als Soldat in Russland und Afrika stationiert. Bei einem Bombenangriff auf Berlin verbrannten 1944 alle bis dahin entstandenen Arbeiten des Künstlers. Nach Kriegsende lebte Schultze zwei Jahre lang als Flüchtling in Flensburg, bis der Vater als Oberlandesgerichtsrat an das Oberlandesgericht nach Frankfurt am Main berufen wurde. Von 1947 bis 1968 lebte er in Frankfurt am Main und ab 1951 reiste er regelmäßig nach Paris. Zwischen 1952 und 1954 veröffentlichte Victor Otto Stomps drei Bücher mit originalgrafischen Texturen von Schultze in der Eremitenpresse in Stierstadt.
Im Herbst 1949 lernte Schultze die Künstlerin Ursula Bluhm (genannt Ursula) in der Zimmergalerie Franck kennen; 1955 heiratete das Paar. Schultze siedelte 1968 nach Köln über und war zwischen 1972 und 1992 Mitglied der Akademie der Künste in Berlin, aus der er 1992 austrat. Studienreisen führten Schultze in die USA, viele asiatische Länder, Mexiko und Guatemala. Bis zu seinem Tod hatte er noch gemalt.

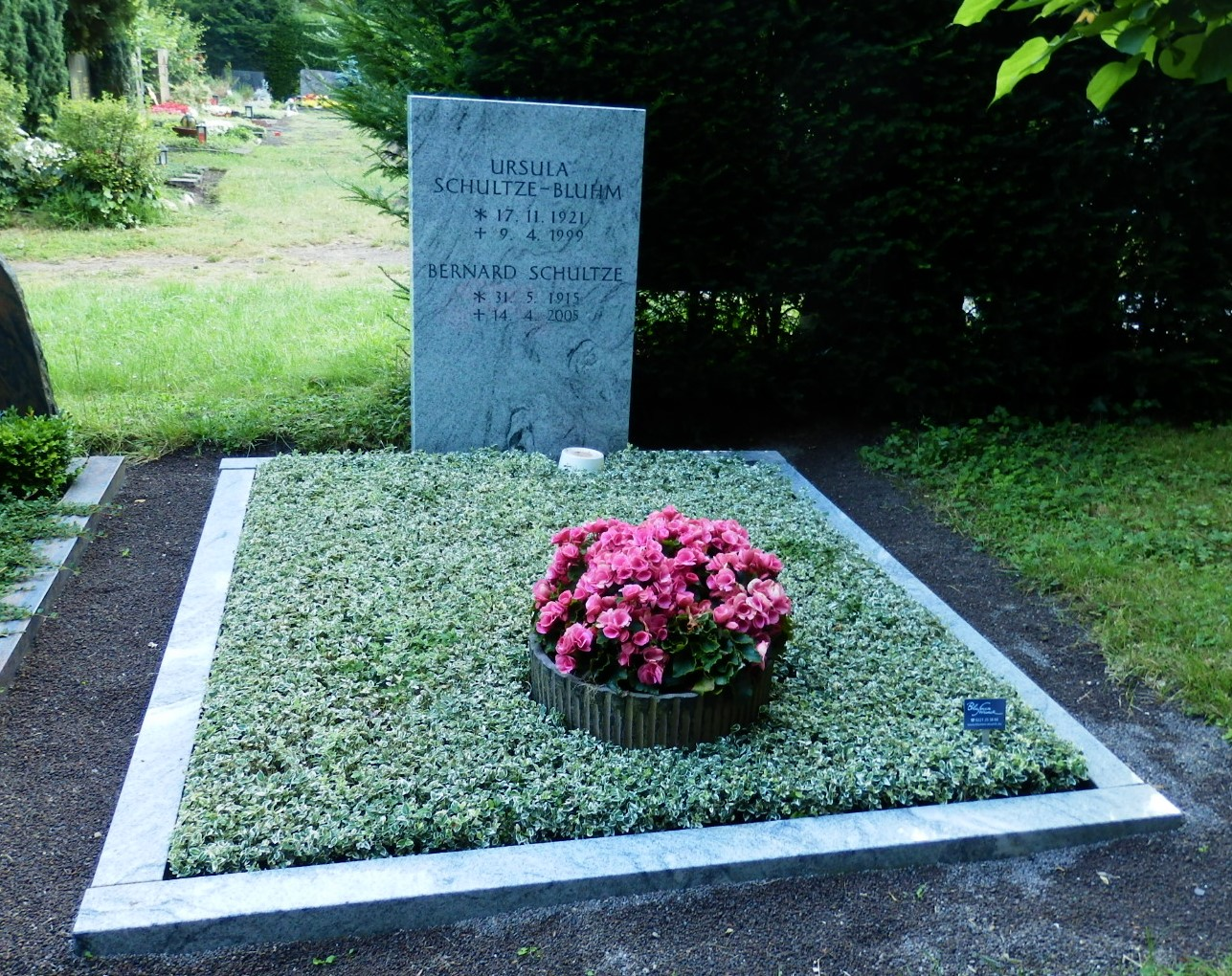
Familiengrab auf dem Kölner Friedhof Melaten

Bernard Schultze wurde im Grab seiner Frau auf dem Kölner Melaten-Friedhof (Flur 39) beigesetzt. Posthum wurden er und seine Frau im November 2024 zu verdienstvollen Bürgern ernannt und ihr Grab wird als Ehrengrab durch die Stadt Köln erhalten.

## Werk

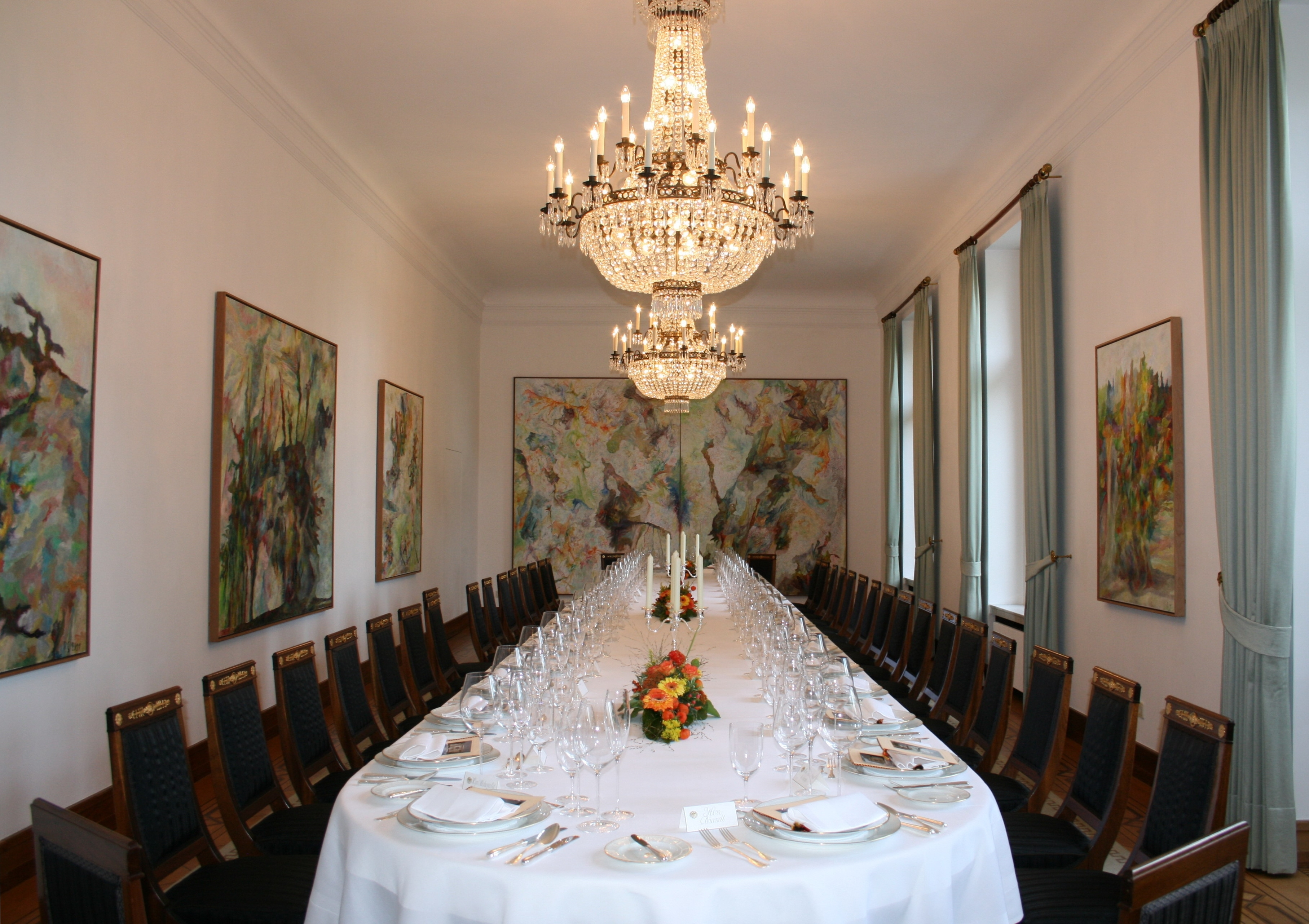
Einige seiner Werke hängen im Speisezimmer der Bonner Villa Hammerschmidt.

Schultze war einer der großen deutschen Maler der Abstraktion in der zweiten Hälfte des 20. Jahrhunderts. Seine frühen Arbeiten wurden durch einen Luftangriff auf Berlin zerstört. 1952 gründete er zusammen mit Karl Otto Götz, Otto Greis und Heinz Kreutz die Künstlergruppe Quadriga, die Kerngruppe der deutschen informellen Malerei.
Nachhaltig beeinflusst von Wols (Otto Wolfgang Schulze) und Jean-Paul Riopelle, dem Tachismus und dem Action Painting, entwickelte Bernard Schultze einen sehr persönlichen Stil der gestisch abstrakten Malerei. Schultzes Arbeiten werden häufig als lyrisch abstrakt bezeichnet. Seine überwiegend farbenfrohen und detailreichen akribisch hergestellten Gemälde sind voller Elemente, die unterschiedlichste Assoziationen beim Betrachter wecken. Sie enthalten meist Anspielungen und Zitate aus der Natur, erinnern an Wurzeln, Wald und andere Gewächse und imaginieren ganz eigene hermetische Gegenwirklichkeiten.
In den 1960er Jahren erweitert er sein Œuvre um Skulpturen, Migofs wie er sie bezeichnete, in denen seine Bildersprache die dritte Dimension erobert: Migof, ein lautmalerisches Wort ohne exakte Bedeutung, ist der als Gattungsbegriff zu verstehende Name für die plastischen Figurationen Bernard Schultzes, die, entsprechend ihrer Bezeichnung, auch nur andeutungsweise erklärbar sind – in der Migof-Welt ist alles vieldeutig. Die Migofs sind biegsame, zerbrechlich wirkende Gebilde, die (wie der Migof-Macher sagt) „zwischen den anderen Geschöpfen stehen, zwischen Tier, Pflanze, Mensch“. Ausgestattet mit einem drahtenen Skelett, einem aus Papier oder Stoff geformten Körper, den eine Farbhaut umspannt, erinnern sie an Alraunen, an Science-fiction-Monster, an krankhaft wuchernde Pflanzen, an Menschen im Moment ihrer Verwandlung in Bäume: Metamorphose ist ein bevorzugter Zustand der Migof-Existenz.
In Zungen-Collagen integriert er dreidimensionale bemalte Elemente. Während der 1970er integriert er in diese Skulpturen, anscheinend angeregt von der Pop-Art, Elemente aus den Regalen der Konsumgesellschaft. In den 1980ern schließlich erobert er die Fläche großer Gemälde und ihm gelingt ein beeindruckendes Alterswerk, an dem er bis kurz vor seinem Tod intensiv arbeitete.
Schultze war Mitglied im Deutschen Künstlerbund, Teilnehmer der documenta II (1959), der documenta III (1964), und auch der documenta 6 im Jahr 1977 in Kassel.

## Ausstellungen (Auswahl)

### Einzelausstellungen
- 1949: Bernard Schultze. Neue Arbeiten, Zimmergalerie Franck, Frankfurt am Main
- 1958: Schultze. Peintures et Gouaches, Galerie Daniel Cordier, Paris (FR), bis 31.03.1958
- 1962: Bernard Schultze. Peintures— Reliefs. Exposition organisée par la Société des Amis des Arts, Musée des Beaux-Arts de La Chaux-de-Fonds, Musée des Beaux-Arts, La Chaus-de-Fonds (CH), 14.01. – 11.02.1962
- 1965: Bernard Schultze. Hommage a Beckett, Howard Wise Gallery, New York (US), 23.11. – 11.12.1965
- 1970: Bernard Schultze 1960—1970, Museum Bochum 01.11. – 06.1 2.1970; Pfalzgalerie, Kaiserslautern, 03. – 04.1971
- 1971: Bernard Schultze. Exposition réalisée, Galeries du Centre National d‘Art Contemporain, Paris (FR), 02.02. – 01.03.1971
- 1979: Bernard Schultze / Ursula Schultze-Bluhm, Gesellschaft bildender Künstler Österreichs, Künstlerhaus, Wien, 23.08. – 23.09.1979
- 1980: Bernard Schultze: Zerbrochene Verstecke, Hamburger Kunsthalle, Hamburg, 28.02. – 06.04.1980
- 1981: Aquarelle, Zeichnungen, Migofs von Bernard Schultze, Galerie Roswitha Haftmann, Zürich, ab 30.09.1981[5]
- 1981: Bernard Schultze „Im Labyrinth“. Werke von 1940-1980, Städtische Kunsthalle, Düsseldorf, 05.12.1980 – 11.01.1981; Akademie der Künste, Berlin, 29.03.–10.05.1981; Frankfurter Kunstverein, Frankfurt am Main, 05.06. – 12.07.1981; Saarland-Museum, Neue Galerie, Saarbrücken, 11.09. – 11.10.1981
- 1984: Bernard Schultze. Papierarbeiten 1946-1983, Albertina, Wien, 18.01.–19.02.1984; Rheinisches Landesmuseum, Bonn, 04.04. – 20.05.1984; Kunsthalle, Tübingen, 09.06. – 22.07.1984; Wilhelm-Hack-Museum, Ludwigshafen, 05.08. – 16.09.1984; Kunsthalle, Nürnberg, 30.11.1984 – 20.01.1985
- 1993: Bernard Schultze, Ölbilder, Aquarelle, Galerie Roswitha Haftmann Modern Art, Zürich, 07.09.1993–15.01.1994[6]
- 1994: Bernard Schultze. Das große Format, Museum Ludwig, Josef-Haubrich-Kunsthalle, Köln, 12.11.1994–15.01.1995; Galleria Communale di Arte Moderna, Bologna, 27.01.–28.02.1995; Sz~pmuv~szeti Muzeum, Budapest, bis 24.09.1995; Kunsthalle Centrum ’t Elzenveld, Antwerpen, 23.11.1995 – 14.01.1996
- 1996: Arbeiten aus fünf Jahrzehnten, Schleswig-Holsteinisches Landesmuseum, Schloss Gottorf, Schleswig, 15.09.–10.11.1996
- 2000: Bernard Schultze – Schwarz/Weiss-Zeichnungen und Gedichte, Museum Folkwang, Essen, 04.06.–16.07.2000
- 2000: Bernard Schultze in der Villa Wessel, Iserlohn, 16.04.–18.06.2000
- 2002: Bernard Schultze – Welt im Farbrausch. Staatliches Russisches Museum – Museum Ludwig im Russischen Museum – Marmorpalast, St. Petersburg (RU), 12.09.–28.10.2002
- 2003: Migof Barok – Bernhard Schultze zum 90. Geburtstag, Museum Ludwig, Köln
- 2005: Tanz der Migofs. Bernard Schultze 1915–2005, Kunstforum Ostdeutsche Galerie, Regensburg, 08.05.–03.07.2005
- 2012: Bernard Schultze – Gegenwelten, MMK Museum Küppersmühle für Moderne Kunst, Duisburg, 19.10.2012–20.01.2013
- 2015: Bernard Schultze. Werke aus der Sammlung Kemp, Museum Kunstpalast, Düsseldorf, 19.04.–30.08.2015
- 2015: Bernard Schultze. Zum hundertsten Geburtstag – Werke aus dem Nachlass, Museum Ludwig, Köln, 30.05.2015–01.11.2015
- 2015: Bernard Schultze. Hommage zum 100. Geburtstag, Samuelis Baumgarte Galerie, Bielefeld
- 2015: Ein heller Hauch, ein funkelnder Wind, Bernard Schultze zum 100. Geburtstag, Arp Museum Bahnhof Rolandseck, Remagen, 18.06.2015–01.05.2016
- 2022: Bernard Schultze. Peintures, Galerie Patrice Trigano, Paris (FR), 15.09.2022–12.11.2022
- 2022: BERNARD SCHULTZE GANZ GROSS. Gemälde und Arbeiten auf Papier, Zellermayer Galerie, Berlin, 28.09.–27.11.2022

### Gruppenausstellungen
- 1948: Tachismus in Frankfurt, Galerie Egon Günther, Mannheim
- 1952: Neuexpressionisten, Schultze, Kreutz, Greis, Götz, Zimmergalerie Franck, Frankfurt am Main
- 1968: The obsessive Image 1960-1968, Institute of Contemporary Arts, London, 10.04.–29.05.1968
- 2000: Landschaftsräume aus der Sammlung Deutsche Bank, MMK Museum Küppersmühle für Moderne Kunst, Duisburg, 28.06.–15.10.2000
- 2002: Museum der Wünsche, Museum Ludwig, Köln, 01.11.2001–28.04.2002
- 2013: Vom Bauhaus zum Informel. Werkauswahl aus den 20er bis 60er Jahren, Zellermayer Galerie, Berlin, 07.09.–27.10.2013
- 2021: Positionen des deutschen Informel. Von Ackermann bis Zangs, Kunsthalle Schweinfurt, 23.09.2021–09.01.2022
- 2022: Wachsen und Vergehen. Sieglinde Bottesch und Bernard Schultze, Kunstforum Ostdeutsche Galerie Regensburg, 8.10.2022–08.01.2023
- 2022: Körper in Gesellschaft, Sprengel Museum Hannover, 9.11.2022–12.03.2023
- 2023: Blauer Aufbruch – informelle Malerei der Quadriga nach 1945, Landesmuseum Mainz, 28.10.2023–04.02.2024

## Auszeichnungen
- 1966: Wilhelm-Loth-Preis, Kunstpreis der Stadt Darmstadt
- 1984: Hessischer Kulturpreis
- 1986: Lovis-Corinth-Preis der Künstlergilde Esslingen
- 1989: Verdienstorden des Landes Nordrhein-Westfalen
- 1998: Bundesverdienstkreuz 1. Klasse
- 2002: Binding-Kulturpreis, gemeinsam mit anderen Malern der Künstlergruppe Quadriga

## Schultze Projects
Das Museum Ludwig in Köln beherbergt einen Großteil des künstlerischen Nachlasses von Bernard Schultze und Ursula. Im September 2017 ruft das Museum Ludwig die Projektreihe Schultze Projects ins Leben. In Gedenken an das Künstlerehepaar soll im Dreijahresrhythmus eine Künstlerin oder ein Künstler eingeladen werden, ein Werk für die prominente Stirnwand im Treppenhaus des Museums anzufertigen. Das groß angelegte Werkformat als ein zentraler Aspekt im reifen Schaffen von Bernard Schultze stellt einen substantiellen Bezugspunkt zu den geplanten künstlerischen Positionen der Schultze Projects dar. 

Bisherige Künstlerinnen und Künstler der Projektreihe:
- 2017–2019: Wade Guyton, Schultze Projects #1[7]
- 2019–2021: Avery Singer, Schultze Projects #2[8]
- 2021–2024: Minerva Cuevas, Schultze Projects #3[9]

## Nachlass
Ein künstlerischer Teilnachlass des Malers und der seiner Ehefrau Ursula wurde 2018 vom Folkwang-Museumsverein e. V. Essen an VAN HAM Art Estate zum Management übergeben. Dabei handelt es sich um Arbeiten auf Papier aus allen Schaffensphasen. Zudem befindet sich, wie bereits genannt, ein weiterer Teilnachlass im Museum Ludwig in Köln. Des Weiteren gibt es Bestände im Zentralarchiv für deutsche und internationale Kunstmarktforschung (ZADIK) am Institut der Philosophischen Fakultät der Universität zu Köln und im documenta archiv, Kassel.